# Sattelalpe

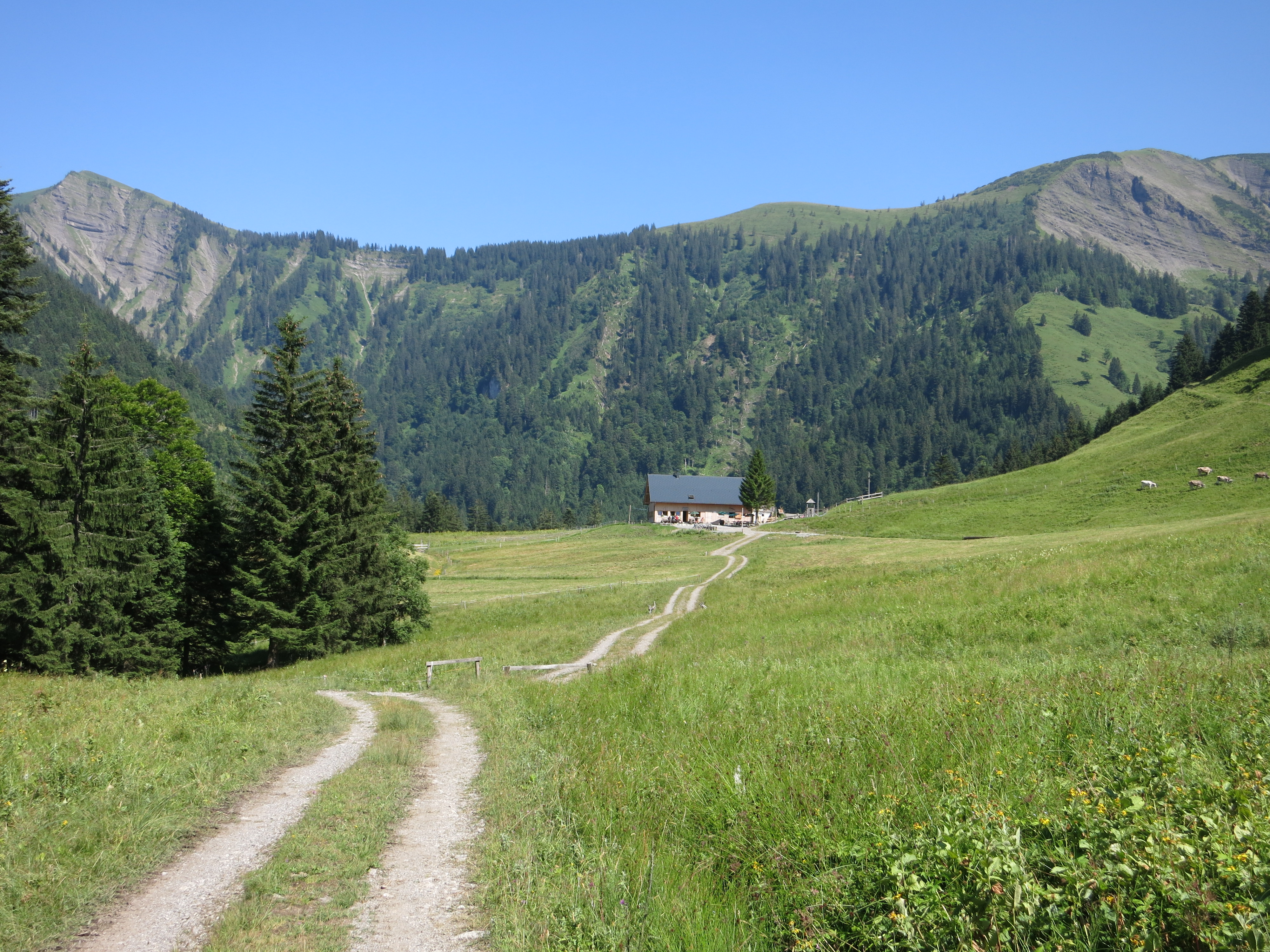
Blick auf die Sattelalpe, links die Mörzelspitze

Die Sattelalpe, auch Alpe Sattel, ist eine Alm auf einer Höhe von 1163 m in der Nähe des Ortes Ebnit in Österreich. Sie ist ein Ausgangspunkt für Wanderungen auf den Hohen Freschen und die Mörzelspitze. Während der Alpsaison von Mitte Juni bis Mitte September werden dort Speisen und Getränke angeboten. Die Sattelalpe ist nur zu Fuß oder mit dem Mountainbike erreichbar.
Koordinaten: 47° 20′ 37,5″ N, 9° 46′ 35,5″ O